# Gnoma vittaticollis
Gnoma vittaticollis är en skalbaggsart som beskrevs av Aurivillius 1924. Gnoma vittaticollis ingår i släktet Gnoma och familjen långhorningar.
Artens utbredningsområde är Filippinerna. Inga underarter finns listade i Catalogue of Life.